# Ніж (фільм)
«Ніж» (серб. Нож) — югославський кінофільм 1999 року режисера Мирослава Лекича за однойменним романом Вука Драшковича, написаним на основі реальних подій.

## Сюжет
На Різдво 1942 року у Герцеговині, котра знаходилася під владою усташівської Хорватії, мусульманська родина Османовичів вирізає родину своїх православних сусідів — Юговичів. Єдиного малюка, який вижив, віддають на виховання мусульманці Рабії, щоб розрадити її після загибелі чоловіка. Під час акції помсти четники вирізають мусульманське село й помилково забирають з собою одного з дітей Рабії, переплутавши його з малим Юговичем. Багато років по тому юнак Алія, який виріс у мусульманському середовищі, розпочинає пошуки свого загубленого під час війни брата, але результат цих пошуків перевертає все його життя…
Події фільму розгортаються на фоні кохання Алії до сербської дівчини, котре не зустрічає розуміння ні в його, ні в її рідних. Стрічка показує безглуздість міжетнічної ворожнечі та неможливість вирішити проблеми насильницьким шляхом. Щоб підкреслити це, режисер вдався до оригінального прийому: роль Селіма Османовича, котрий розпочинає різанину сусідів 1942 року, та роль сербського командира, котрий вбиває мирних боснійців під час Боснійської війни у 1990-х роках, виконує той самий актор.

## Нагороди
На 34-му кінофестивалі у місті Ніш фільм отримав низку нагород, у тому числі за найкраще виконання жіночої ролі, найкраще виконання чоловічої ролі, за найкращу чоловічу роль другого плану та відзнаку за найкращу жіночу роль. Цікаво, що на цьому ж фестивалі був представлений знятий роком раніше фільм Еміра Кустуріци Чорна кішка, білий кіт.

## Цікаві факти
- Протягом перших чотирьох днів прокату фільм у кінотеатрах переглянули близько 100 000 глядачів. П'ятого дня прокату розпочалися Бомбардування Югославії силами НАТО.
- Після закінчення бомбардувань демонстрація фільму тривала ще кілька місяців. Загальна кількість глядачів у кінотеатрах — близько 650 000.
- Сцену пожежі у церкві, котра відбувається взимку, знімали у серпні. Для того, щоб перетворити пейзаж на зимовий, було використано близько 60 тон солі.